# Chaîne de ventre
 (novembre 2021).
La mise en forme du texte ne suit pas les recommandations de Wikipédia : il faut le « wikifier ».
Les points d'amélioration suivants sont les cas les plus fréquents. Le détail des points à revoir est peut-être précisé sur la page de discussion.
- Les titres sont pré-formatés par le logiciel. Ils ne sont ni en capitales, ni en gras.
- Le texte ne doit pas être écrit en capitales (les noms de famille non plus), ni en gras, ni en italique, ni en « petit »…
- Le gras n'est utilisé que pour surligner le titre de l'article dans l'introduction, une seule fois.
- L'italique est rarement utilisé : mots en langue étrangère, titres d'œuvres, noms de bateaux, etc.
- Les citations ne sont pas en italique mais en corps de texte normal. Elles sont entourées par des guillemets français : « et ».
- Les listes à puces sont à éviter, des paragraphes rédigés étant largement préférés. Les tableaux sont à réserver à la présentation de données structurées (résultats, etc.).
- Les appels de note de bas de page (petits chiffres en exposant, introduits par l'outil «  Source ») sont à placer entre la fin de phrase et le point final[comme ça].
- Les liens internes (vers d'autres articles de Wikipédia) sont à choisir avec parcimonie. Créez des liens vers des articles approfondissant le sujet. Les termes génériques sans rapport avec le sujet sont à éviter, ainsi que les répétitions de liens vers un même terme.
- Les liens externes sont à placer uniquement dans une section « Liens externes », à la fin de l'article. Ces liens sont à choisir avec parcimonie suivant les règles définies. Si un lien sert de source à l'article, son insertion dans le texte est à faire par les notes de bas de page.
- La présentation des références doit suivre les conventions bibliographiques. Il est recommandé d'utiliser les modèles {{Ouvrage}}, {{Chapitre}}, {{Article}}, {{Lien web}} et/ou {{Bibliographie}}. Le mode d'édition visuel peut mettre en forme automatiquement les références.
- Insérer une infobox (cadre d'informations à droite) n'est pas obligatoire pour parachever la mise en page.

Pour une aide détaillée, merci de consulter Aide:Wikification.
Si vous pensez que ces points ont été résolus, vous pouvez retirer ce bandeau et améliorer la mise en forme d'un autre article.

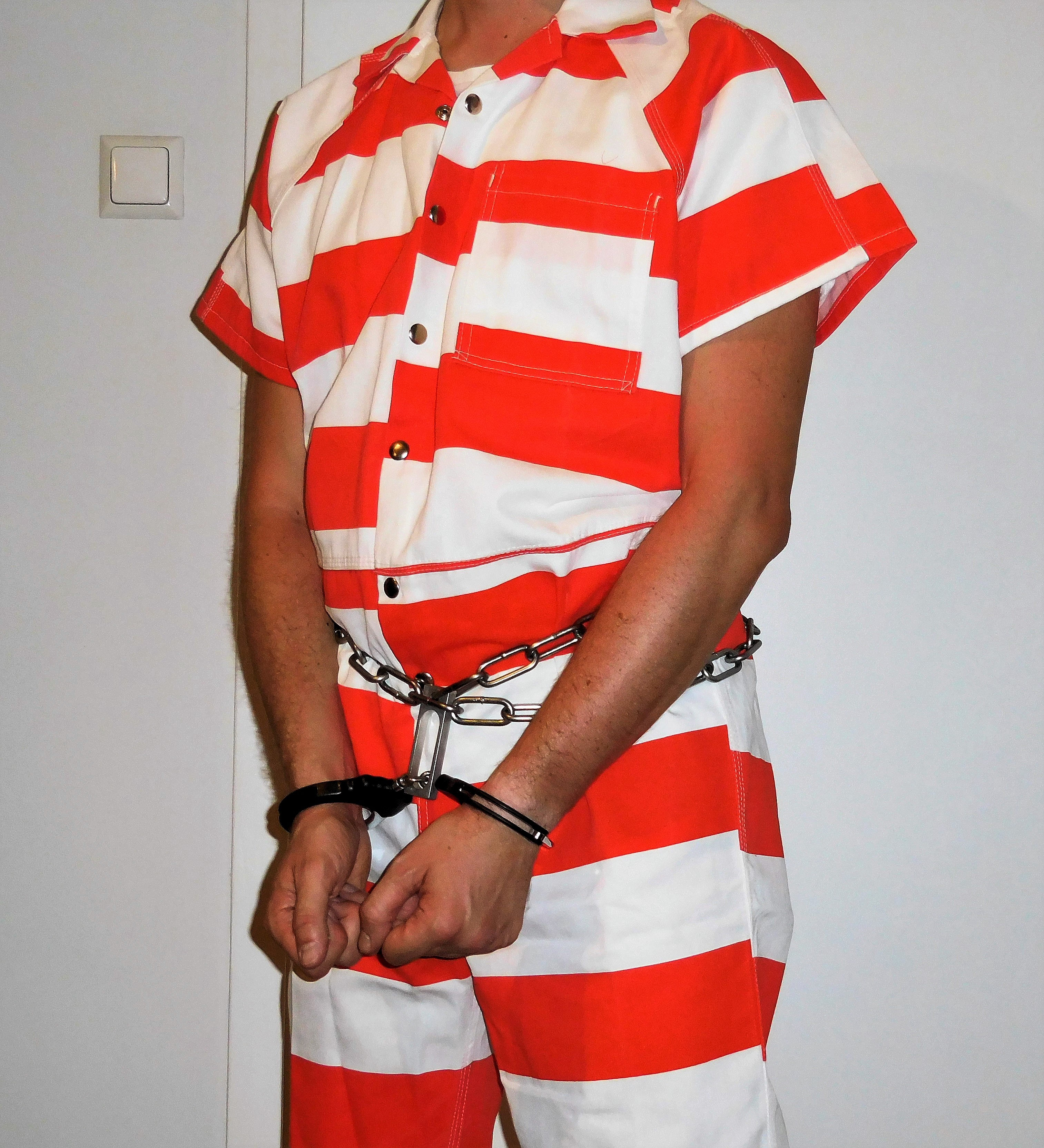

Une chaîne de ventre (également connue sous le nom de chaîne de taille ou chaîne Martin ) est une contrainte physique portée par les prisonniers, consistant en une chaîne autour de la taille, à laquelle les mains du prisonnier peuvent être enchaînées ou menottées. Parfois, les chevilles sont également reliées au moyen de chaînes plus longues.

## Usage
De telles contraintes sont souvent utilisées aux États-Unis dans les salles d'audience, ou pour le transport de prisonniers, ou dans d'autres situations publiques comme garantie contre l'évasion. Ils sont surtout utilisés lorsque des détenus doivent être immobilisés pendant une période plus longue, par exemple pendant le transport ou lors d'audiences au tribunal. Les chaînes abdominales sont utilisées parce qu'il reste encore une liberté de mouvement relativement grande au détenu lorsque ses mains sont menottées devant le corps. Comme alternative, les mains pourraient être menottées derrière le dos du détenu, mais cela provoquerait rapidement  un inconfort et même une douleur lorsqu'il est menotté ainsi pendant une période de temps plus longue. Par conséquent, comme alternative plus douce mais presque aussi sûre que de menotter les mains du détenu derrière son dos, les mains sont menottées à une chaîne ventrale et ainsi enchaînées à la taille du détenu.

## Les types
Il existe essentiellement deux types de chaînes de ventre :
- Un type consiste en une chaîne avec des menottes attachées à l'avant ou sur le côté. Le modèle Peerless 7002 ou le modèle Smith & Wesson 1800 ont les menottes attachées des deux côtés par une chaîne courte[3]. Cela permet un certain mouvement (par exemple pour signer des papiers du tribunal ou pour montrer des éléments de preuve pendant le témoignage), tout en limitant le mouvement des bras pour empêcher le prisonnier de donner un coup ou de frapper[4]. CTS Thompson modèle 7008 a les menottes attachées sur les côtés aussi, mais les menottes sont directement liées à la chaîne ventrale, de sorte que les mains du détenu sont étroitement attachées à sa taille ; par rapport aux autres modèles, cela offre une retenue un peu plus sévère. De plus, il existe des combinaisons comme le modèle Peerless 7705, où la chaîne ventrale est reliée par une chaîne plus longue avec une paire de fers pour les jambes . Ce type de combinaison restreint davantage la liberté de mouvement du détenu et l'empêche de courir et de s'évader ; la chaîne descendant de la chaîne ventrale aux fers pour pieds maintient la chaîne des fers pour pieds juste au-dessus du sol pour l'empêcher de traîner et de s'accrocher[5]. De telles combinaisons sont communément appelées « harnais complet » [6] ou « style H » [7]. Lors de l'application de ce type de chaîne ventrale, la chaîne est d'abord placée étroitement autour de la taille du détenu et fixée derrière le dos avec un cadenas. Ensuite, les menottes sont mises aux poignets du détenu ; les poignets doivent toujours être doublement verrouillés une fois appliqués[8]. Dans la procédure standard, les mains du détenu sont fixées soit devant le corps, soit parallèlement sur le côté de la taille, limitant ainsi la liberté de mouvement du détenu[3]. Lors de l'utilisation d'une telle chaîne ventrale pour retenir les détenus à haut risque, le détenu peut également être enchaîné avec les bras croisés de sorte que le poignet gauche soit placé dans le brassard sur le côté droit de sa taille et vice versa[6]. Cet usage de haute sécurité fait penser à une camisole de force.
- L'autre type consiste en une chaîne avec des maillons légèrement plus gros et une boucle en acier (appelée maillon martin ) à une extrémité. La chaîne est placée autour de la taille du détenu et la boucle en acier est bouchée par un maillon de chaîne. Ensuite, une paire de menottes est insérée dans la boucle et les menottes sont ensuite mises sur les poignets du détenu[9] ; encore une fois, les menottes doivent être doublement verrouillées lorsqu'elles sont appliquées[8]. L'extrémité libre de la chaîne ventrale peut être fixée avec un mousqueton ou un cadenas derrière le dos du détenu. Comme dans cette configuration, la chaîne ventrale ne peut être retirée que si les menottes ont d'abord été retirées[10], ce type de chaîne ventrale n'a pas nécessairement besoin d'un cadenas pour la fixation. De plus, la longueur de la chaîne est conçue pour s'adapter à la taille de presque toutes les personnes, y compris les personnes minces et plutôt corpulentes. Pour les transports de haute sécurité, la chaîne ventrale à maillons martin peut être utilisée avec des couvre-menottes de sécurité tels que la C&S Security Black Box ou la CTS Thompson Blue Box . Ce sont des boîtes en plastique dur avec un curseur métallique et sont placées sur les menottes de sorte que les trous de serrure soient cachés par la boîte[3]. D'une part, le couvercle de sécurité empêche le détenu de manipuler le trou de serrure des menottes, par exemple s'il s'empare d'une clé de menottes ou d'un crochet. D'autre part, la liberté de mouvement est encore plus restreinte, car le protège-menottes convertit les menottes à maillons de chaîne standard en menottes rigides[11].

Des ceintures en cuir ou en nylon sont souvent utilisées à la place des chaînes ventrales. Ces ceintures de retenue ont un anneau métallique sur le devant, à travers lequel les menottes sont branchées puis mises sur les poignets du détenu. La ceinture est ensuite placée autour de la taille du détenu et fixée avec une boucle ; certains modèles peuvent également être verrouillés avec un cadenas.

Les images suivantes illustrent les différents types de contention et leur application :

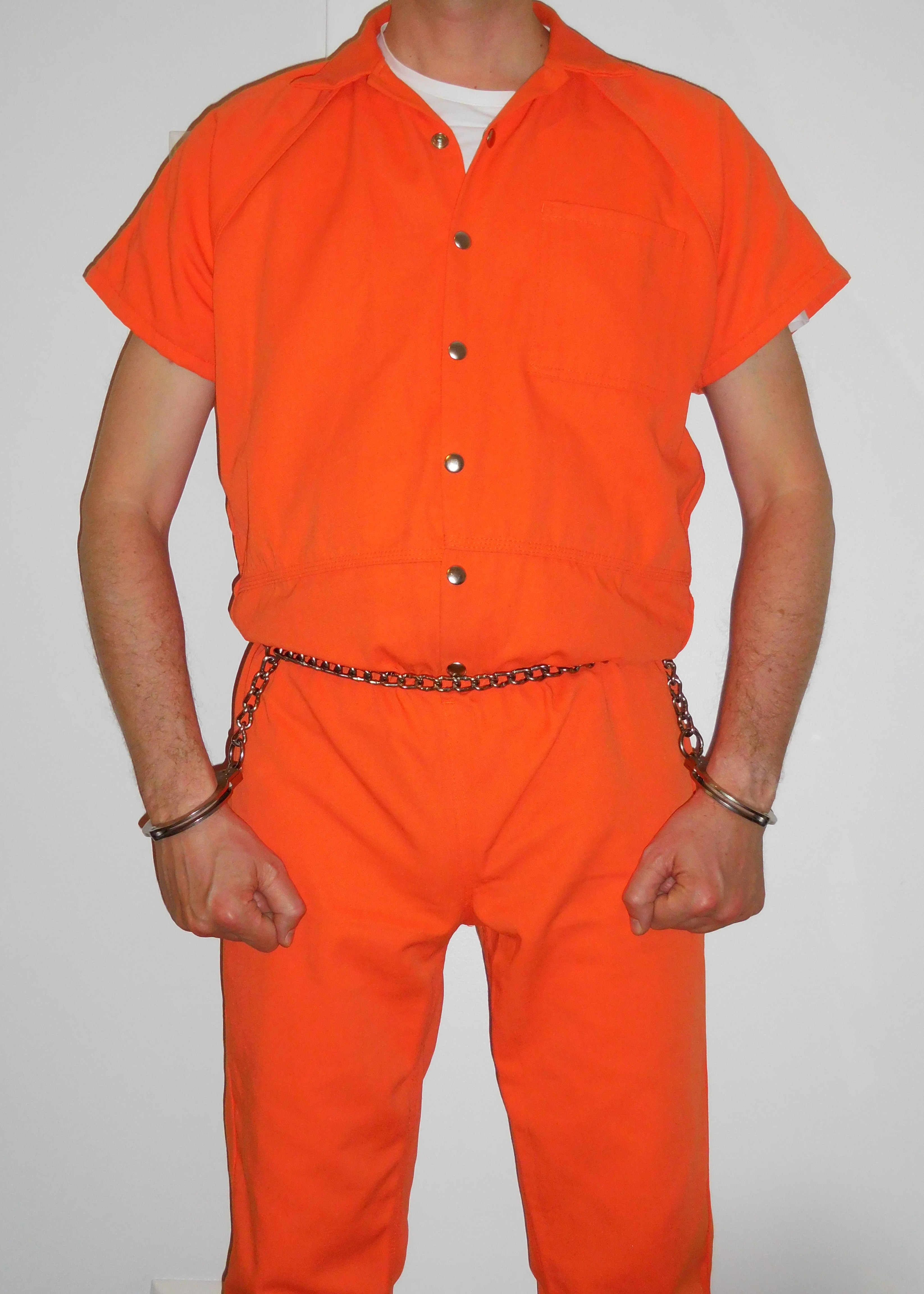
Détenu en chaîne du ventre avec les bras menottés parallèles sur le côté
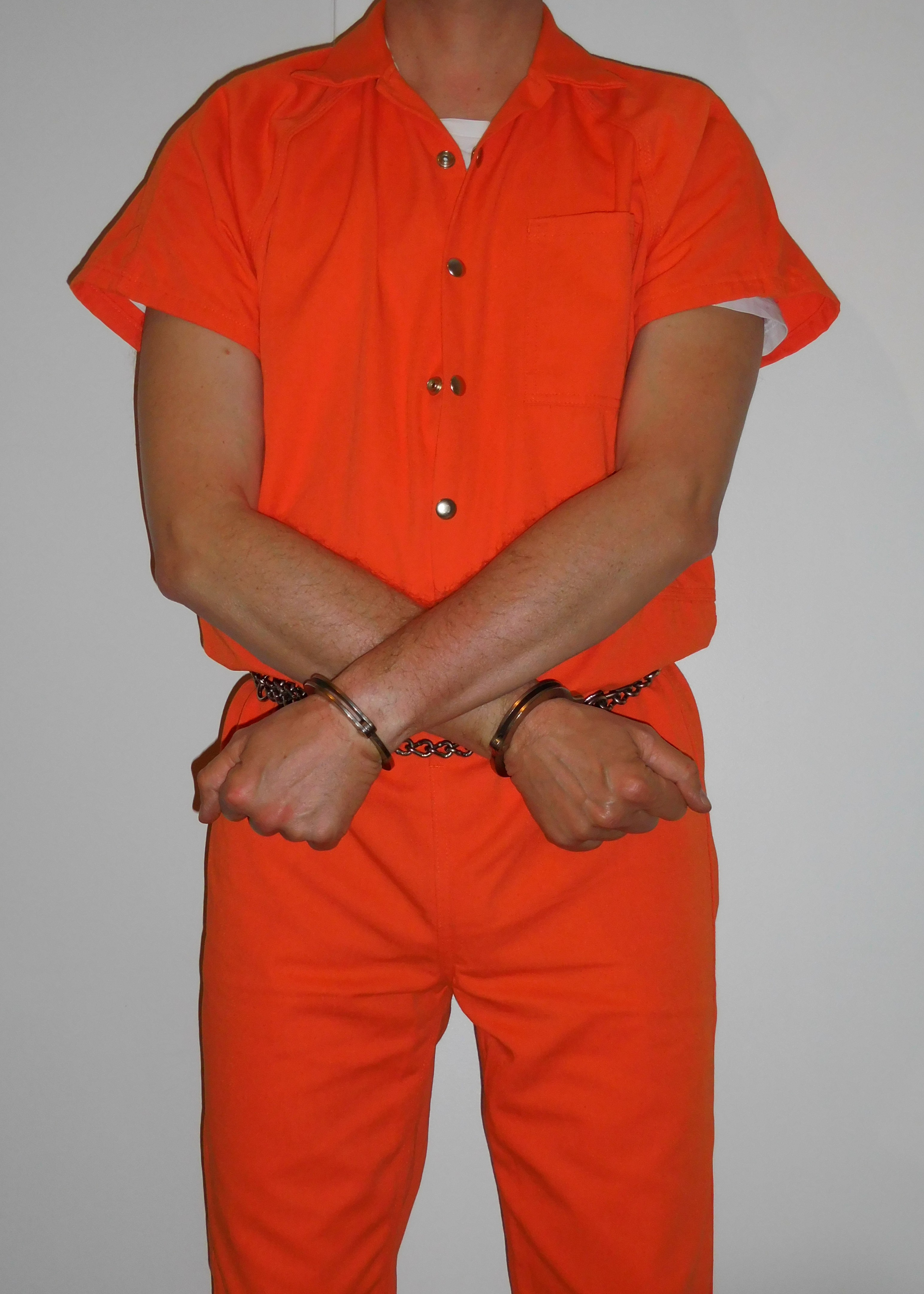
Détenu en chaîne ventrale avec les bras croisés (retenue de haute sécurité)
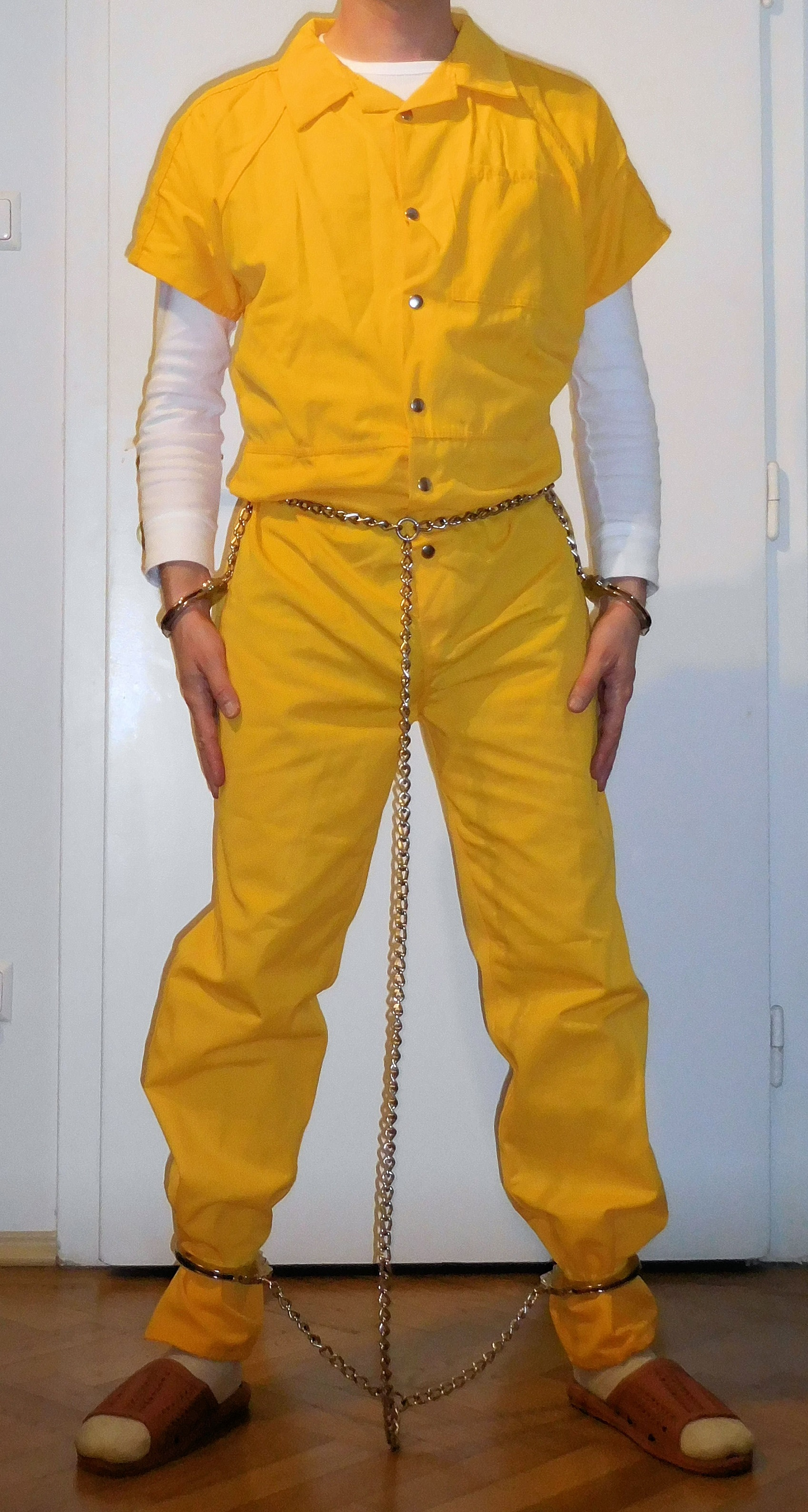
Détenu dans des dispositifs de retenue de transport « harnais complet »
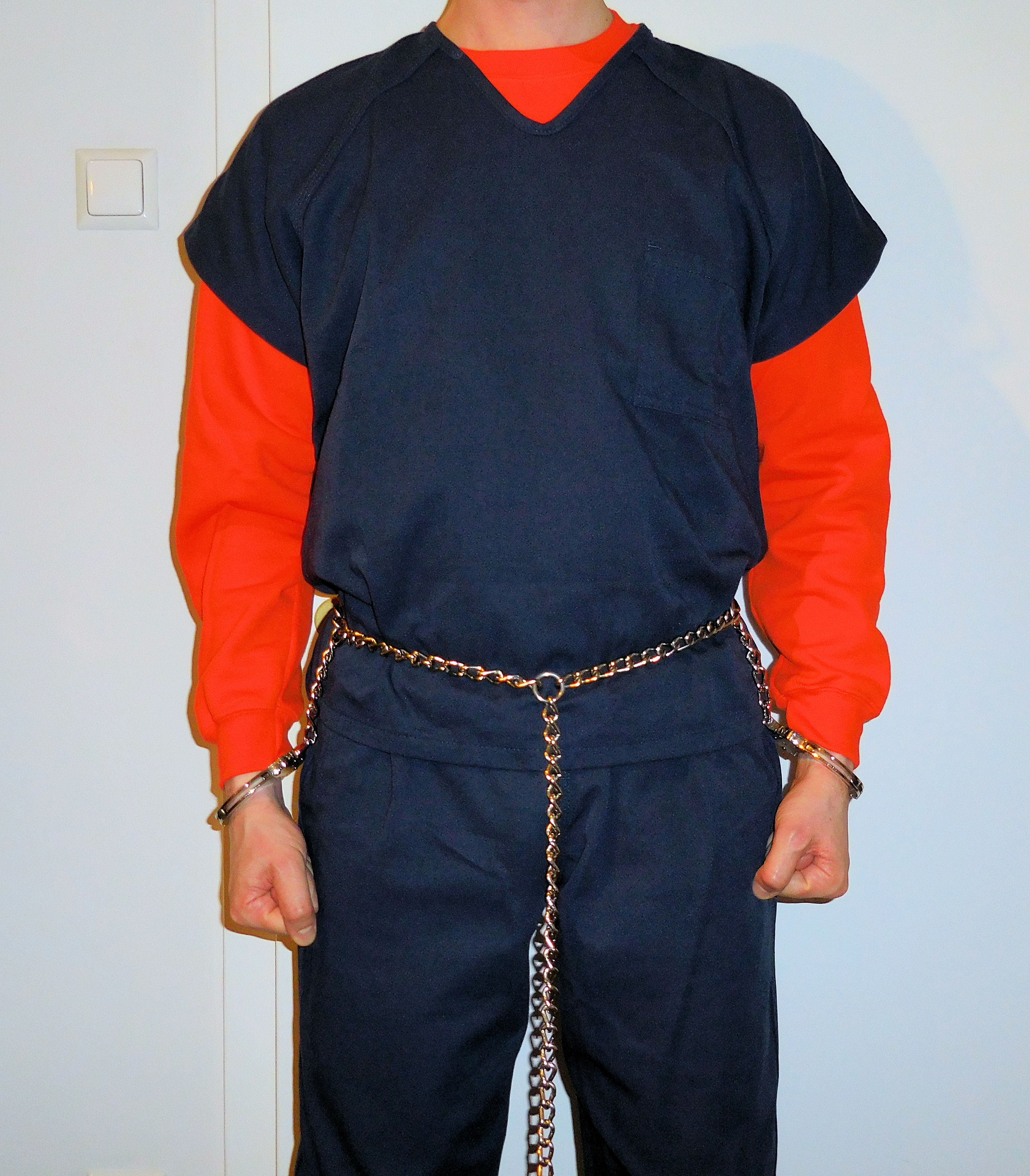
retenue de transport "harnais complet" (détail)
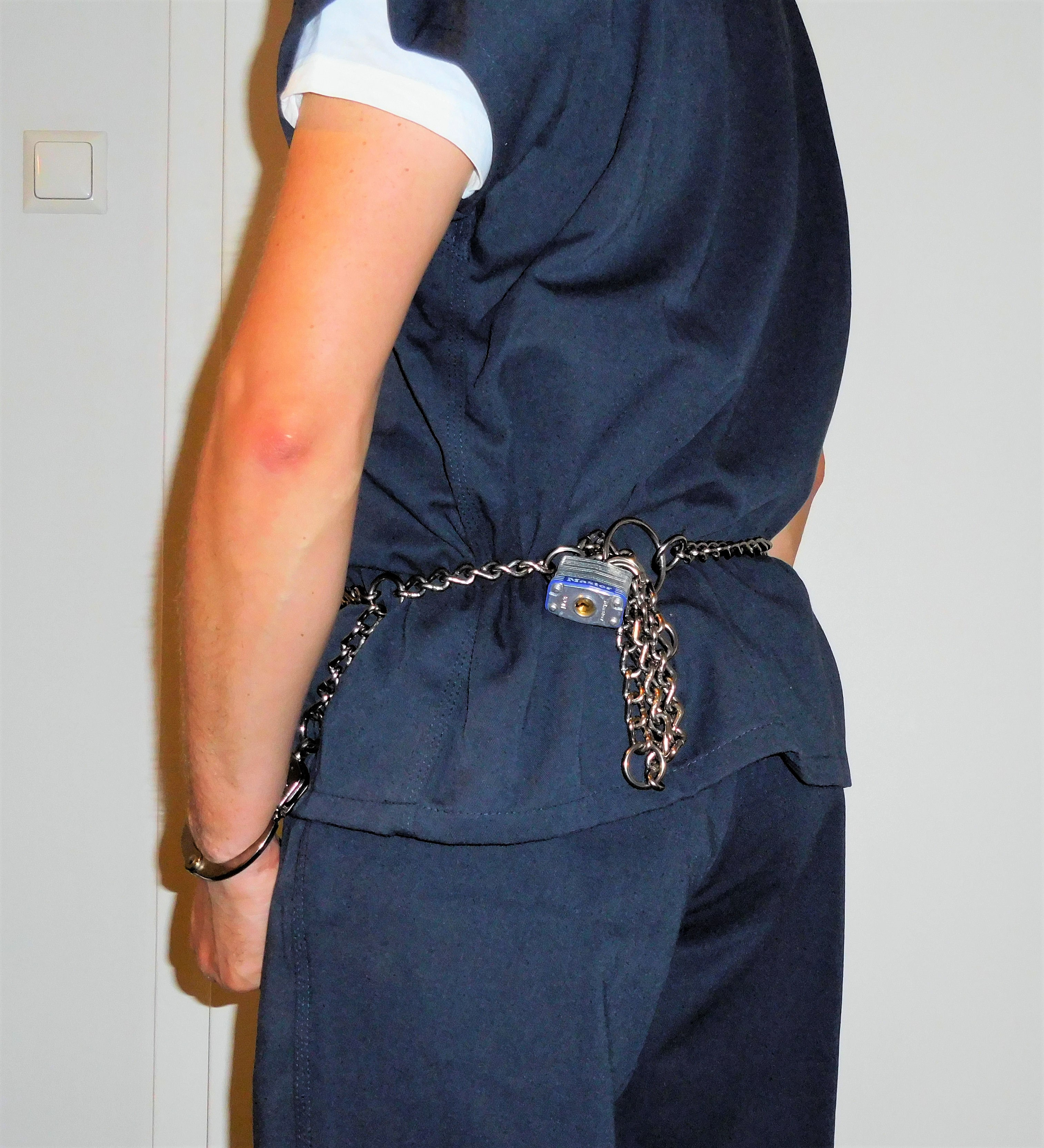
Chaîne de ventre fixée derrière le dos d'un détenu avec un cadenas
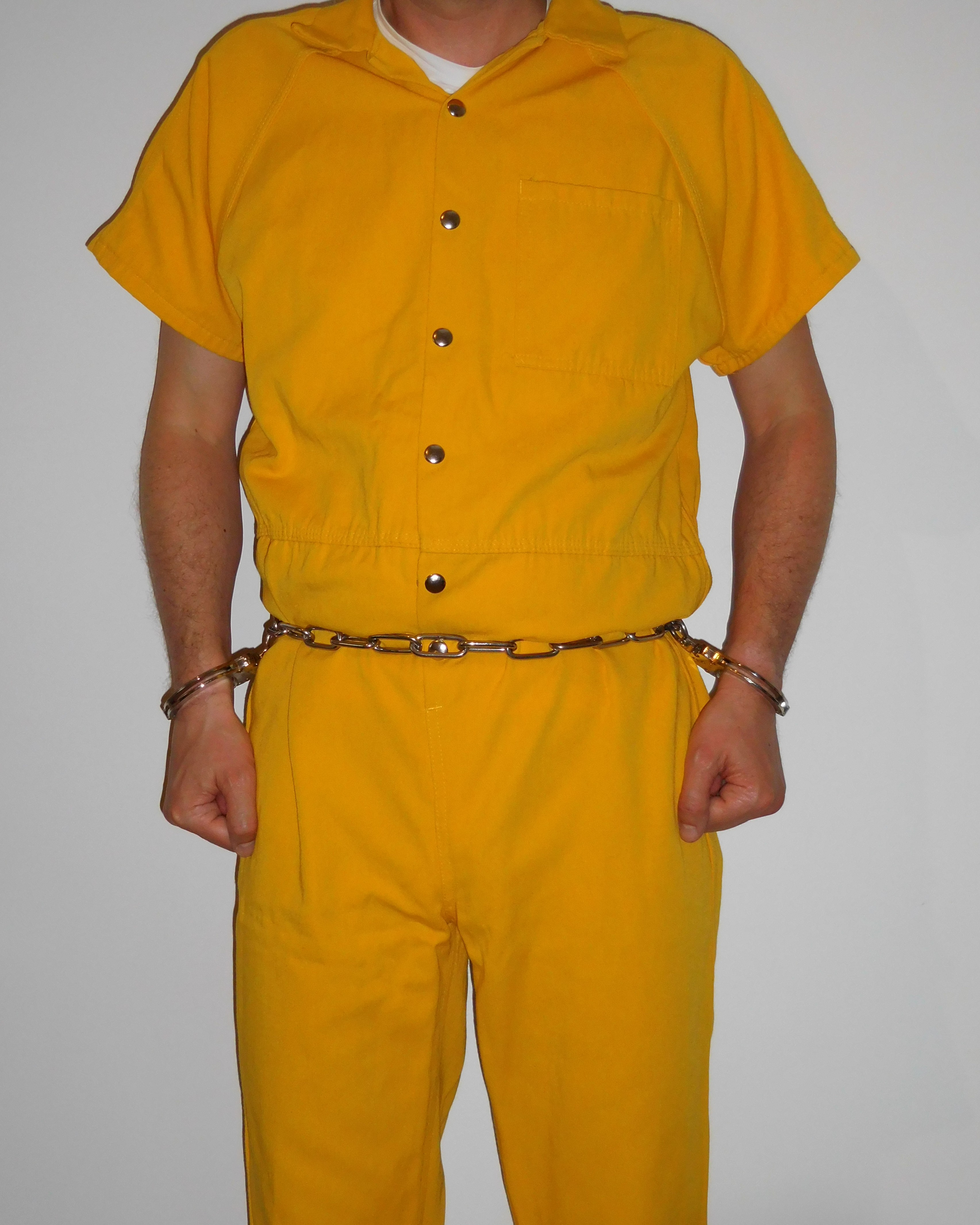
Détenu en chaîne ventrale avec les menottes directement attachées à la chaîne sur les côtés
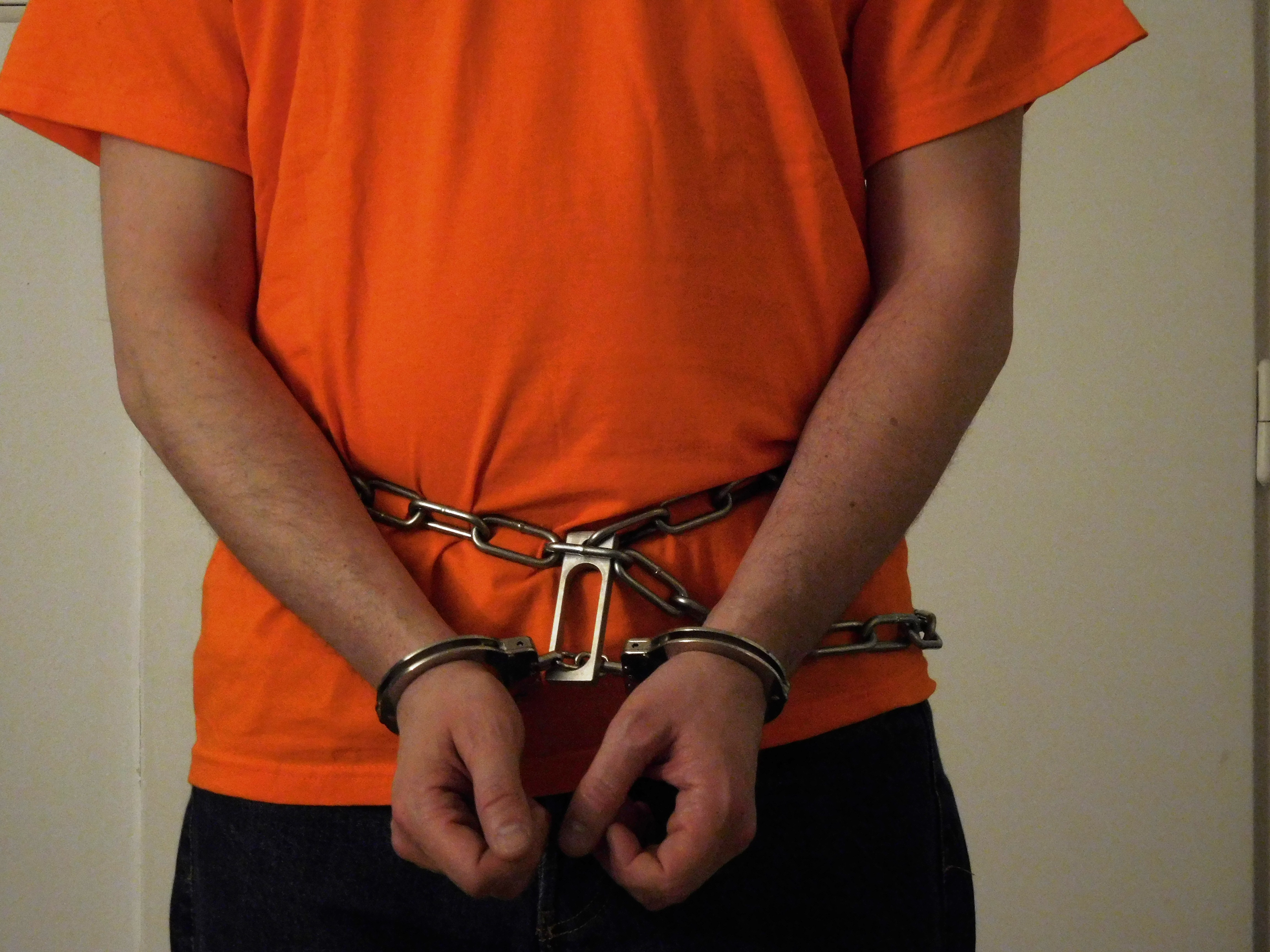
Détenu enchaîné avec une chaîne du ventre maillon martin
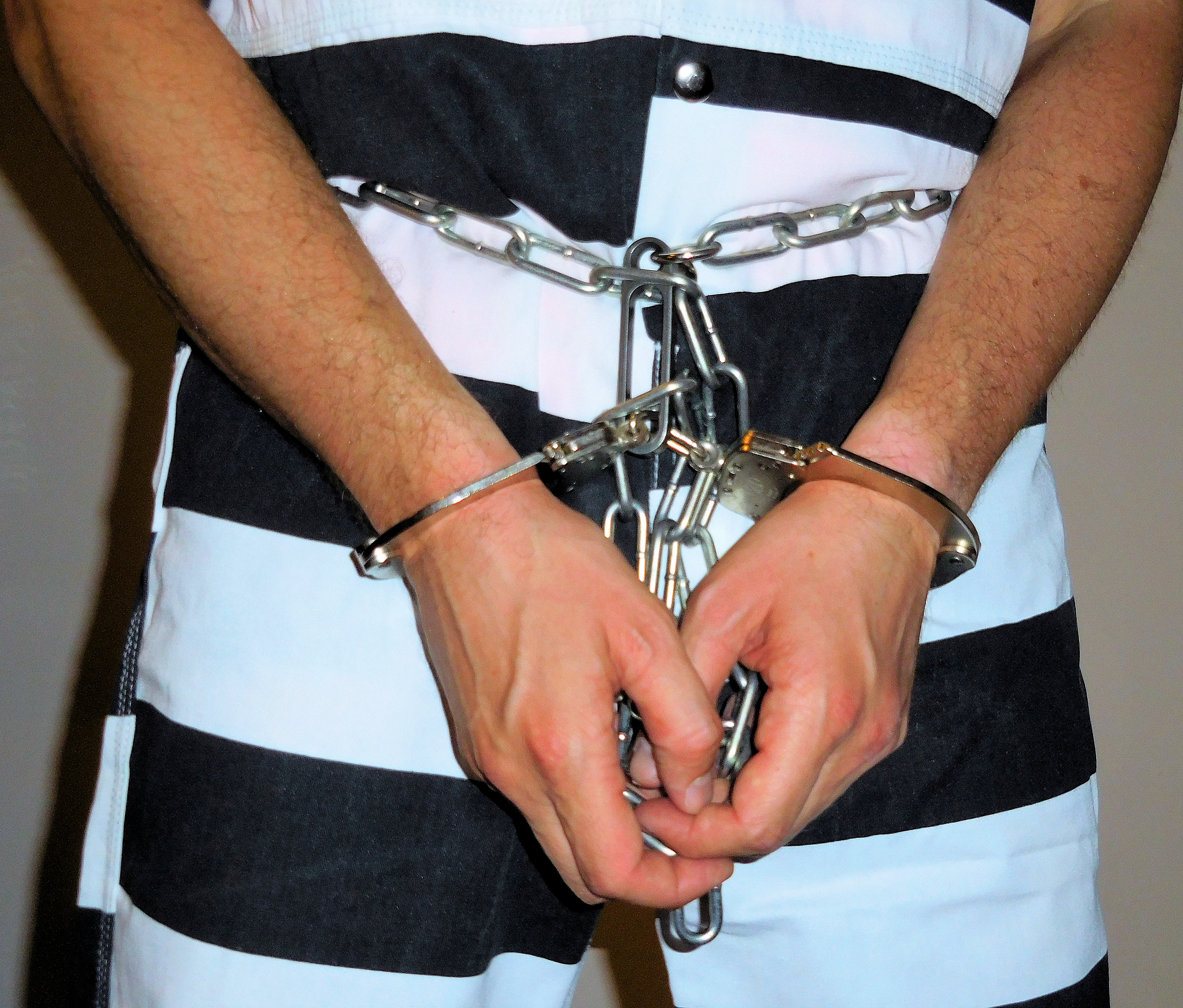
Gros plan de la chaîne du ventre martin link
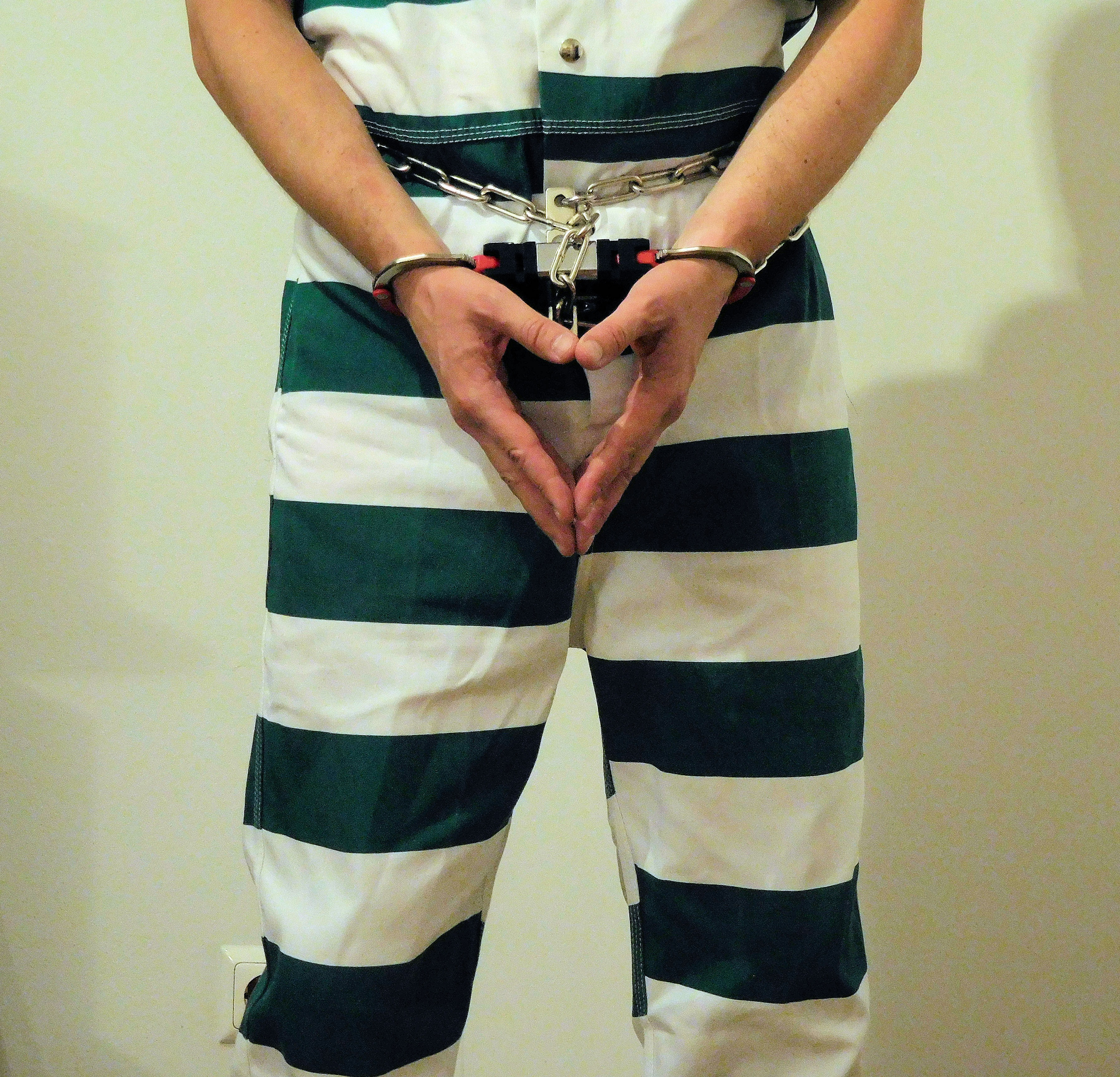
Détenu en chaîne ventrale avec menottes (position parallèle)
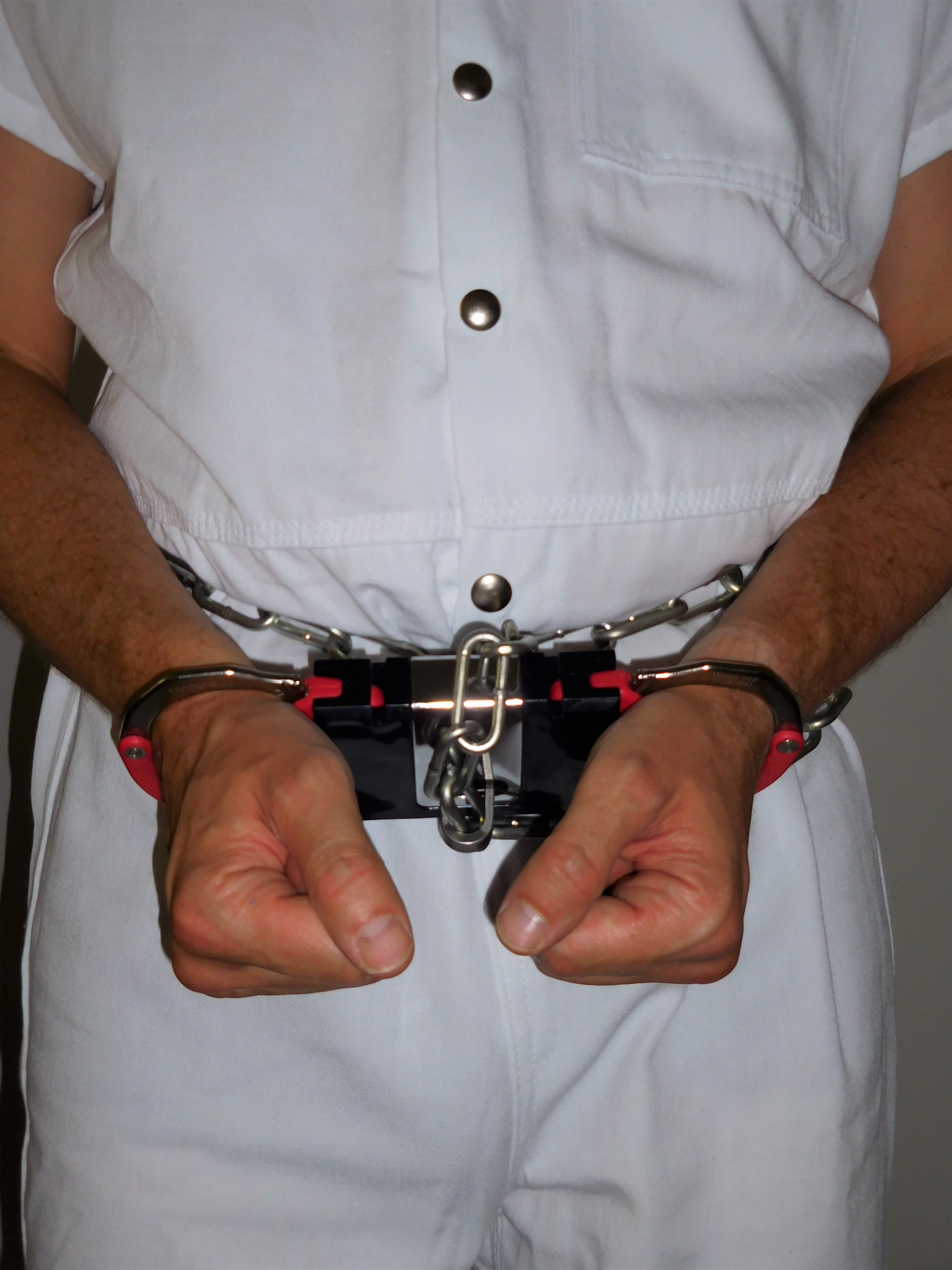
Gros plan de la position parallèle
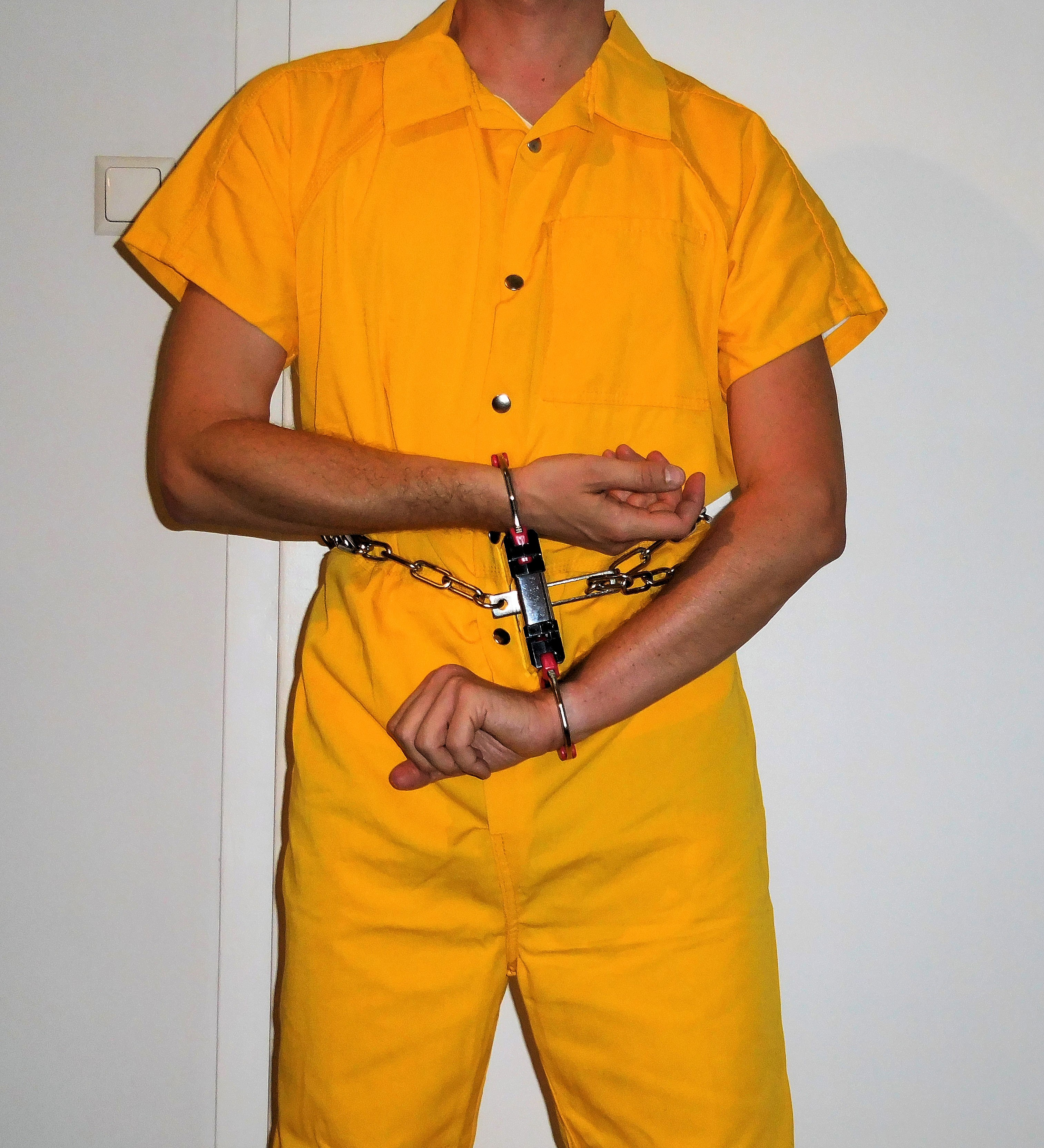
Détenu en chaîne ventrale avec menottes et housse de menottes (position de pile avant)
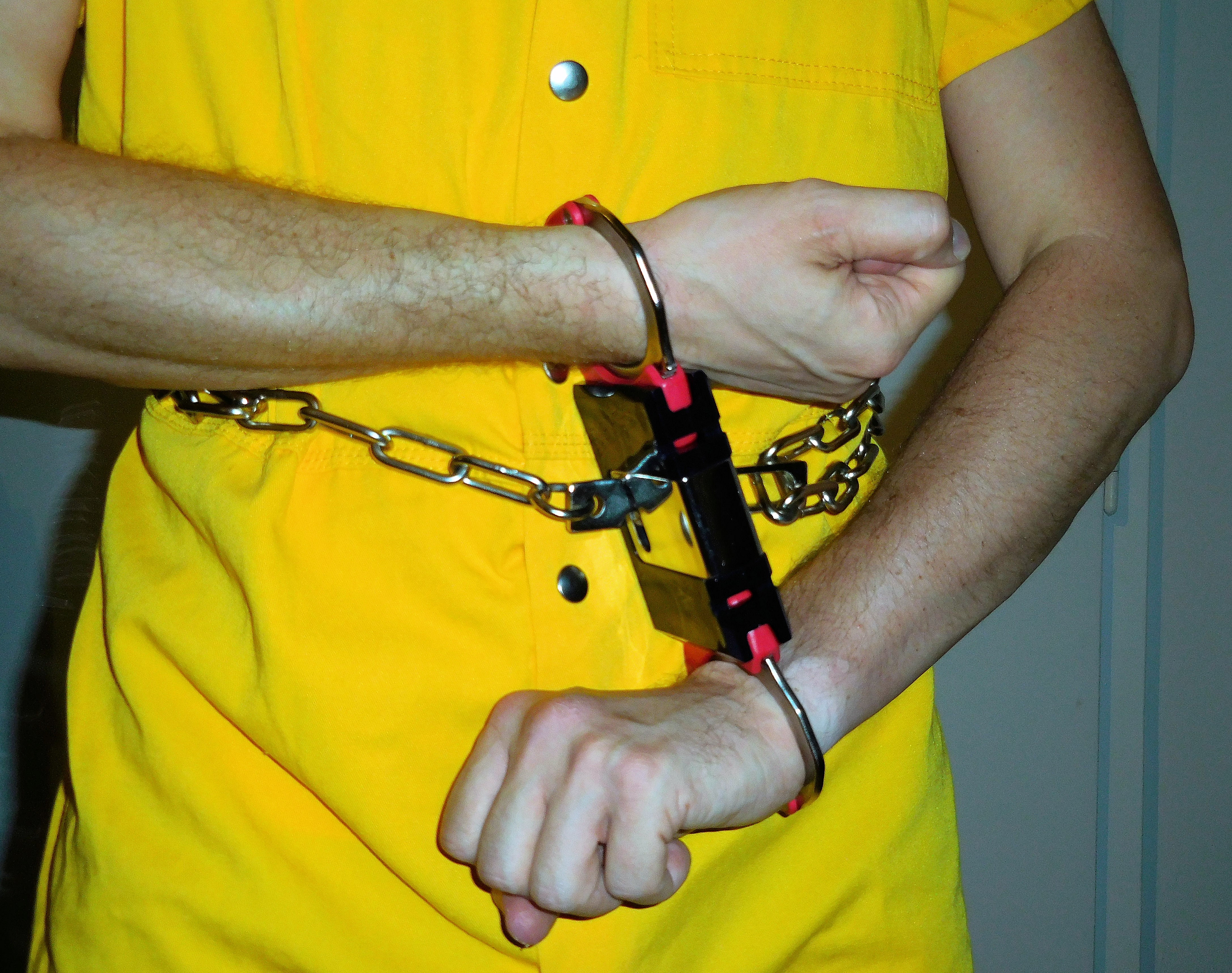
Gros plan de la pile avant
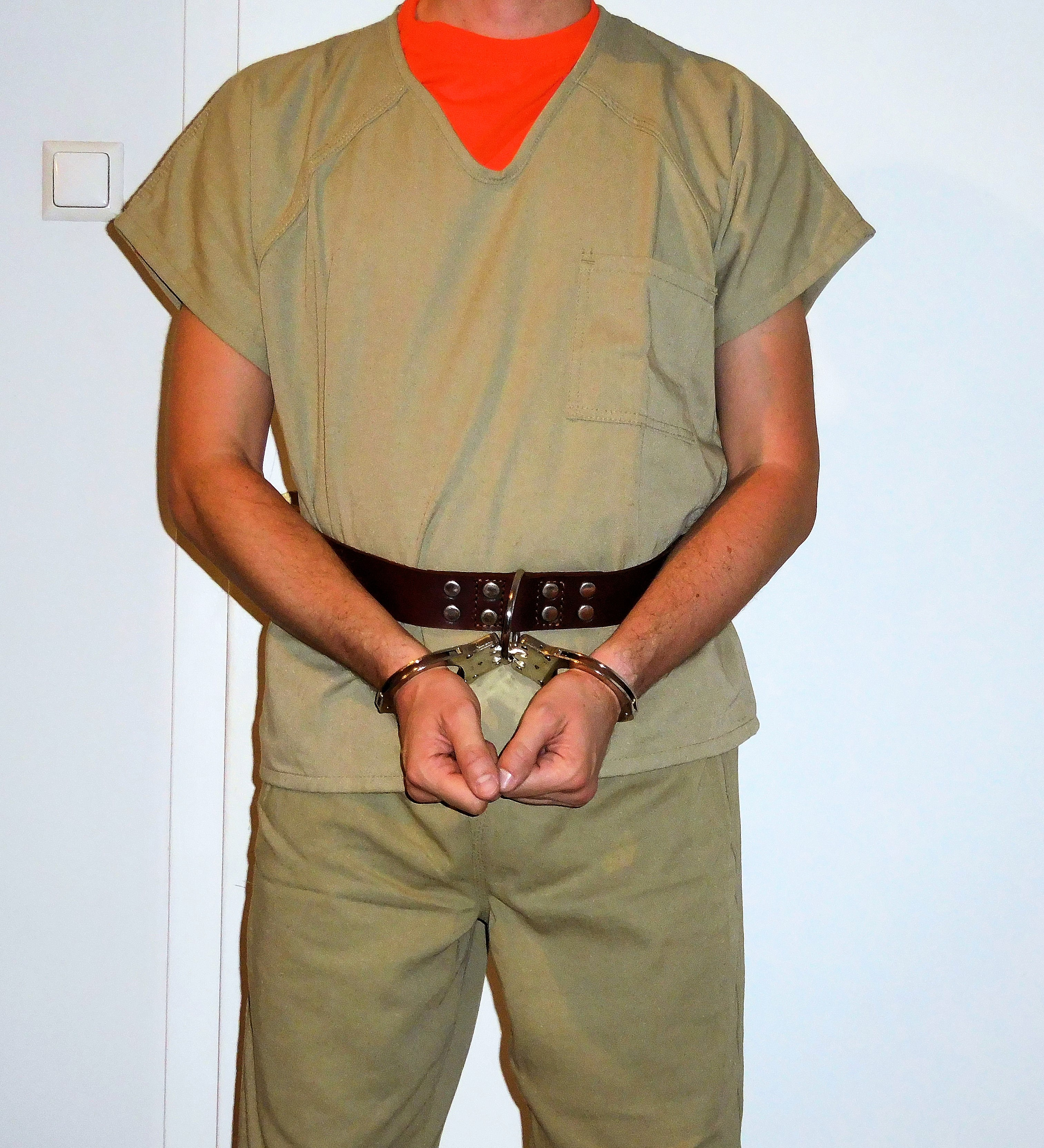
Détenu dans des menottes articulées attachées à une ceinture en cuir
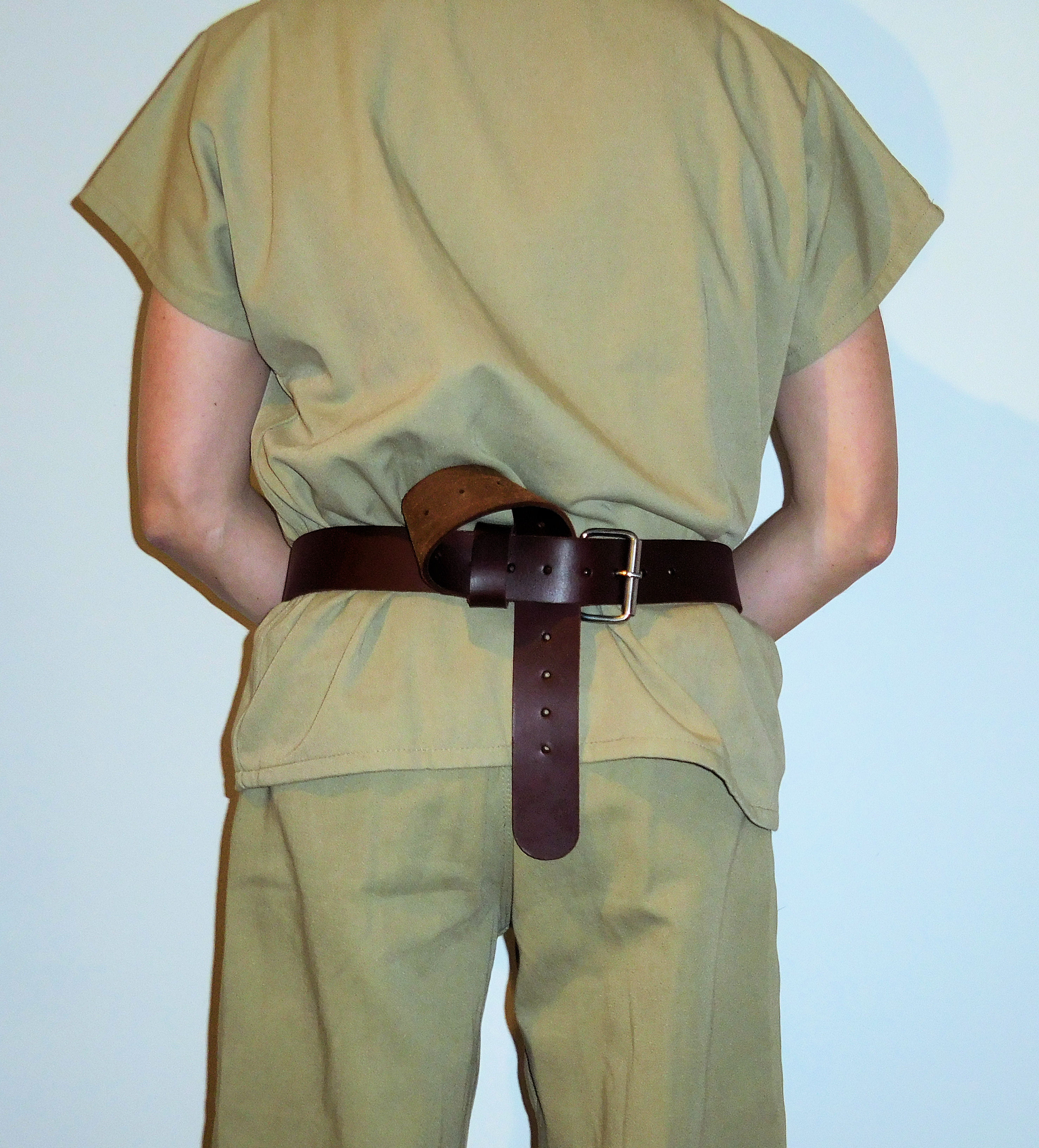
Ceinture de retenue (vue arrière)